# イミペネム・シラスタチン
イミペネム・シラスタチン（Imipenem/cilastatin）は、商標名：チエナム（Primaxin）で販売されている、多数の細菌感染症の治療に使用される医薬品である。

## 作用機序
本剤はイミペネムとシラスタチンを組み合わせた薬剤である。このうちイミペネムはカルバペネム系抗菌薬であり、細菌の細胞壁合成を阻害することにより抗菌活性を持つ。シラスタチンはヒトの腎臓に発現しているデヒドロペプチターゼIを阻害し、イミペネムが分解されて失活することに加えて、イミペネムが分解されたことによって腎毒性のある分解産物が生成されるのを防ぐ。

## 用途
イミペネム・シラスタチンは肺炎、敗血症、心内膜炎、関節感染症、腹腔内感染症、尿路感染症に使用される。投与法は静脈点滴または筋肉注射である。
日本で認められている効能・効果は、下記の通りである。
適応菌種（下記の内のイミペネム感性菌）
ブドウ球菌属、レンサ球菌属、肺炎球菌、腸球菌属、大腸菌、シトロバクター属、クレブシエラ属、エンテロバクター属、セラチア属、プロテウス属、モルガネラ・モルガニー、プロビデンシア属、インフルエンザ菌、シュードモナス属、緑膿菌、バークホルデリア・セパシア、アシネトバクター属、ペプトストレプトコッカス属、バクテロイデス属、プレボテラ属
適応症
敗血症*、感染性心内膜炎*、外傷・熱傷及び手術創等の二次感染、骨髄炎、関節炎、急性気管支炎、肺炎、肺膿瘍、膿胸、慢性呼吸器病変の二次感染、膀胱炎、腎盂腎炎、前立腺炎（急性症、慢性症）、腹膜炎、胆嚢炎、胆管炎、肝膿瘍、バルトリン腺炎、子宮内感染、子宮付属器炎、子宮旁結合織炎、角膜炎*（角膜潰瘍を含む）、眼内炎*（全眼球炎を含む）
*：点滴静脈注射のみ

## 副作用
イミペネム・シラスタチンの投与に伴って、しばしば発生する副作用は吐き気、下痢、穿刺の痛みである。 その他の副作用には偽膜性大腸炎のような菌交代現象や、アナフィラキシーを含む薬剤に対するアレルギー反応である。 なお、妊娠中の患者への投与による胎児の安全性は不明確である。

## 歴史
イミペネム・シラスタシンは1987年に販売され始めた。 世界保健機関の必須医薬品リストに掲載されている最も効果的で安全な医療制度にに必要とされる医薬品である。開発途上国での卸値は1日分約$12.68～$60米ドルである。2015年現在、アメリカ合衆国で本剤によって治療を行った際にかかる費用は、$200米ドル以上である。